# Muzeul Plantin-Moretus
Muzeul Plantin-Moretus se află la Anvers, Belgia și este amenajat în onoarea celebrilor tipografi Christoffel Plantijn și Jan Moretus. El se află în fosta lor locuință și atelier de tipărit.

## History
Tipografia a fost înființată în secolul al XVI-lea de Christoffel Plantijn. După moartea acestuia, ea a trecut în mâinile ginerelui său, Jan Moretus.
În 1876 Edward Moretus a vândut compania orașului Anvers. După un an, publicul putea vizita casa și tiparnițele. În 2002, muzeul a devenit candidat la includere pe lista patrimoniului mondial de către UNESCO și în 2005 a fost listat.
Muzeul Plantin-Moretus deține o excepțională colecție de materiale tipografice. Acolo se află două dintre cele mai vechi tiparnițe din lume, împreună cu setul lor complet de matrițe, precum și o bibliotecă bogată, cu interiorul amplu decorat și arhivele complete ale atelierului Plantin, înscris de UNESCO în programul Memoria Lumii în 2001, ca recunoaștere a semnificației istorice.